# Вакуум-активитет
Вакуум активитет (понашања у вакууму) су урођени, фиксни обрасци акције (ФАП) понашања животиња који се изводе у одсуству знаковног стимулуса (ослобађача) који их обично изазива. Ова врста абнормалног понашања показује да кључни стимулус није увек потребан да би се произвела активност. Вакуумске активности се често дешавају када је животиња стављена у заточеништво и подвргнута недостатку стимулуса који би иначе узроковао ФАП.

## Историја
Термин је први установио етолог Конрад Лоренц 1930-их након посматрања ручно подигнутог чворка. Лоренц је 1937. писао:
| „               | Главом и очима птица се кретала као да погледом прати летећег инсекта; њено држање се затегнуло; полетела је, шкљоцнула, вратила се на своје место, и својим кљуном извела бочно ударање, бацање; покрет којима многе птице инсектоједе убијају свој плен. Затим је чворак неколико пута прогутао, при чему се његово тесно положено перје помало олабавило, и уследио је рефлекс подрхтавања, баш као што то чини након правог засићења. | ” |
| — Конрад Лоренц | |   |